# Escurquela
Escurquela é uma povoação portuguesa do Município de Sernancelhe que foi sede da extinta Freguesia de Escurquela, freguesia que tinha 8,47 km² de área, 138 habitantes e, por isso, uma densidade populacional de 16,3 hab./km² (2011). 
A Freguesia de Escurquela foi extinta e agregada à Freguesia de Fonte Arcada, criando-se a União das Freguesias de Fonte Arcada e Escurquela.
Escurquela localiza-se na margem direita do Rio Távora a montante da Barragem do Vilar. Pertenceu ao extinto concelho de Fonte Arcada até 1855.

## Toponímia
O nome da localidade deriva do facto de ter sido um local de sentinela (esculca) para o castelo de Sernancelhe. Já em 1767 a localidade tinha a presente denominação fonética mas escrita diferente: "Escurquella". Escurquella ou Escurquela, como actualmente se escreve, vem de Esculquella que é diminutivo de esculca (que significa atalaia e sentinela).

## História
O Penedo de São Tiago localizado na periferia da aldeia de Escurquela foi durante muito tempo um local importante de sentinela. No tempo das invasões romanas as tribos de Viriato utilizavam o penedo como local de observação, contudo a sua importância militar só teve auge no período da Reconquista.
Supõe-se que o povoado já existia no período anterior às invasões árabes e que já se tinha tornado cristão antes do século VI (no vale do Távora e arredores existem várias provas da antiguidade cristã da zona, como se pode observar numa lápide de 586 D.C. na Capela de S. João na localidade de Caria (Moimenta da Beira).
Escurquela foi resgatada ao poder dos mouros no século XI aquando da conquista de Paredes da Beira feita pelos irmãos D. Thedou (Thedo ou Thedon) e D. Rauzendo (ou Rozendo) (descendentes dos reis de Leão e ascendentes dos Távoras que após a conquista de Paredes da Beira tomara o apelido de Távora). A partir desta época serviu como posto de aviso para o castelo de Sernancelhe e de local religioso. O aviso da chegada de inimigos era geralmente efectuado com sinais de fumo observáveis a partir do castelo de Sernancelhe.

## População
| Censos da população da freguesia de Escurquela | Censos da população da freguesia de Escurquela | Censos da população da freguesia de Escurquela | Censos da população da freguesia de Escurquela | Censos da população da freguesia de Escurquela | Censos da população da freguesia de Escurquela | Censos da população da freguesia de Escurquela | Censos da população da freguesia de Escurquela | Censos da população da freguesia de Escurquela | Censos da população da freguesia de Escurquela | Censos da população da freguesia de Escurquela | Censos da população da freguesia de Escurquela | Censos da população da freguesia de Escurquela | Censos da população da freguesia de Escurquela | Censos da população da freguesia de Escurquela | Censos da população da freguesia de Escurquela |
| ---------------------------------------------- | ---------------------------------------------- | ---------------------------------------------- | ---------------------------------------------- | ---------------------------------------------- | ---------------------------------------------- | ---------------------------------------------- | ---------------------------------------------- | ---------------------------------------------- | ---------------------------------------------- | ---------------------------------------------- | ---------------------------------------------- | ---------------------------------------------- | ---------------------------------------------- | ---------------------------------------------- | ---------------------------------------------- |
| 1767                                           | 1864                                           | 1878                                           | 1890                                           | 1900                                           | 1911                                           | 1920                                           | 1930                                           | 1940                                           | 1950                                           | 1960                                           | 1970                                           | 1981                                           | 1991                                           | 2001                                           | 2011                                           |
| 70                                             | 394                                            | 402                                            | 325                                            | 329                                            | 348                                            | 302                                            | 244                                            | 313                                            | 337                                            | 390                                            | 255                                            | 202                                            | 151                                            | 154                                            | 138                                            |

| Distribuição da População por Grupos Etários | Distribuição da População por Grupos Etários | Distribuição da População por Grupos Etários | Distribuição da População por Grupos Etários | Distribuição da População por Grupos Etários | Distribuição da População por Grupos Etários | Distribuição da População por Grupos Etários | Distribuição da População por Grupos Etários | Distribuição da População por Grupos Etários | Distribuição da População por Grupos Etários |
| -------------------------------------------- | -------------------------------------------- | -------------------------------------------- | -------------------------------------------- | -------------------------------------------- | -------------------------------------------- | -------------------------------------------- | -------------------------------------------- | -------------------------------------------- | -------------------------------------------- |
| Ano                                          | 0-14 Anos                                    | 15-24 Anos                                   | 25-64 Anos                                   | > 65 Anos                                    |                                              | 0-14 Anos                                    | 15-24 Anos                                   | 25-64 Anos                                   | > 65 Anos                                    |
| 2001                                         | 27                                           | 23                                           | 57                                           | 44                                           |                                              | 17,9%                                        | 15,2%                                        | 37,7%                                        | 29,1%                                        |
| 2011                                         | 14                                           | 19                                           | 62                                           | 43                                           |                                              | 10,1%                                        | 13,8%                                        | 44,9%                                        | 31,2%                                        |

Média do País no censo de 2001:  0/14 Anos-16,0%; 15/24 Anos-14,3%; 25/64 Anos-53,4%; 65 e mais Anos-16,4%
Média do País no censo de 2011:   0/14 Anos-14,9%; 15/24 Anos-10,9%; 25/64 Anos-55,2%; 65 e mais Anos-19,0%
| 1757 | 1853 | 1873 |
| 60   | 86   | 110  |

## Património e pontos de referência

### Edifícios religiosos
Nesta localidade existe uma igreja matriz, duas capelas, um cemitério, dois cruzeiros e dois nichos. É paróquia da diocese de Lamego, e até 1834 quem apresentava o pároco (cura) era o Reitor de Fonte Arcada.
No centro da aldeia localiza-se a Igreja matriz orientada a nascente-poente. Construção composta por uma nave central, um altar-mor e dois altares laterais tendo por orago São Domingos. Ainda mantém o forro apainelado ricamente pintado e capela-mor em talha dourada feitos em 1713 pelo artífice Manuel de Afonseca, nessa altura habitante de Escurquela. Infelizmente obras de reparação já no século XXI ocultaram as lajes de sepulturas que formavam o chão da igreja. Também em 1969 foi adicionado um altar isolado em frente ao altar-mor.

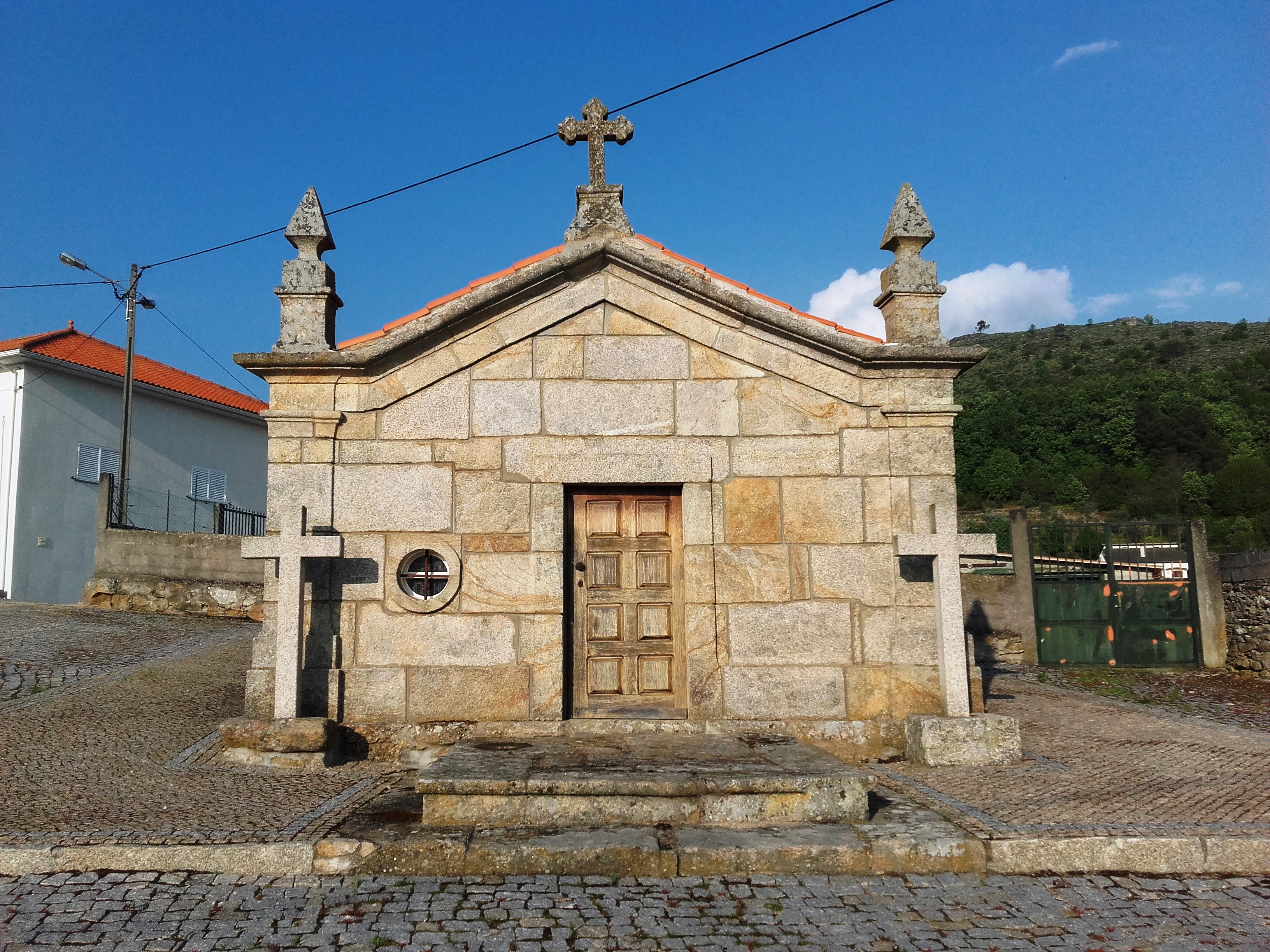
Capela de Santa Bárbara em Escurquela

No topo da aldeia, perto do cemitério, existe também a Capela de Santa Bárbara de construção antiga.
Fora da localidade, no sopé do Penedo de São Tiago existe a Capela de São Tiago que segundo a tradição foi a primeira igreja matriz. Em relação a este templo, a tradição atribui a sua actual dedicação a São Tiago pelo facto d'este ter aparecido milagrosamente montado num cavalo durante uma batalha em que os cristãos estavam a ser massacrados pelos seus inimigos. Com o seu alento, os cristãos recuperaram forças e saíram vencedores. A pegada milagrosamente deixada pelo casco do cavalo na pedra, ainda pode ser observada por aqueles que subirem ao topo do Penedo de São Tiago.

Capela e Penedo de São Tiago perto de Escurquela

### Outros edifícios de referência
Na localidade existe também uma fonte de mergulho do século XVIII, um solar senhorial, uma escola primária, um parque de merendas e um tanque público de lavar roupa.

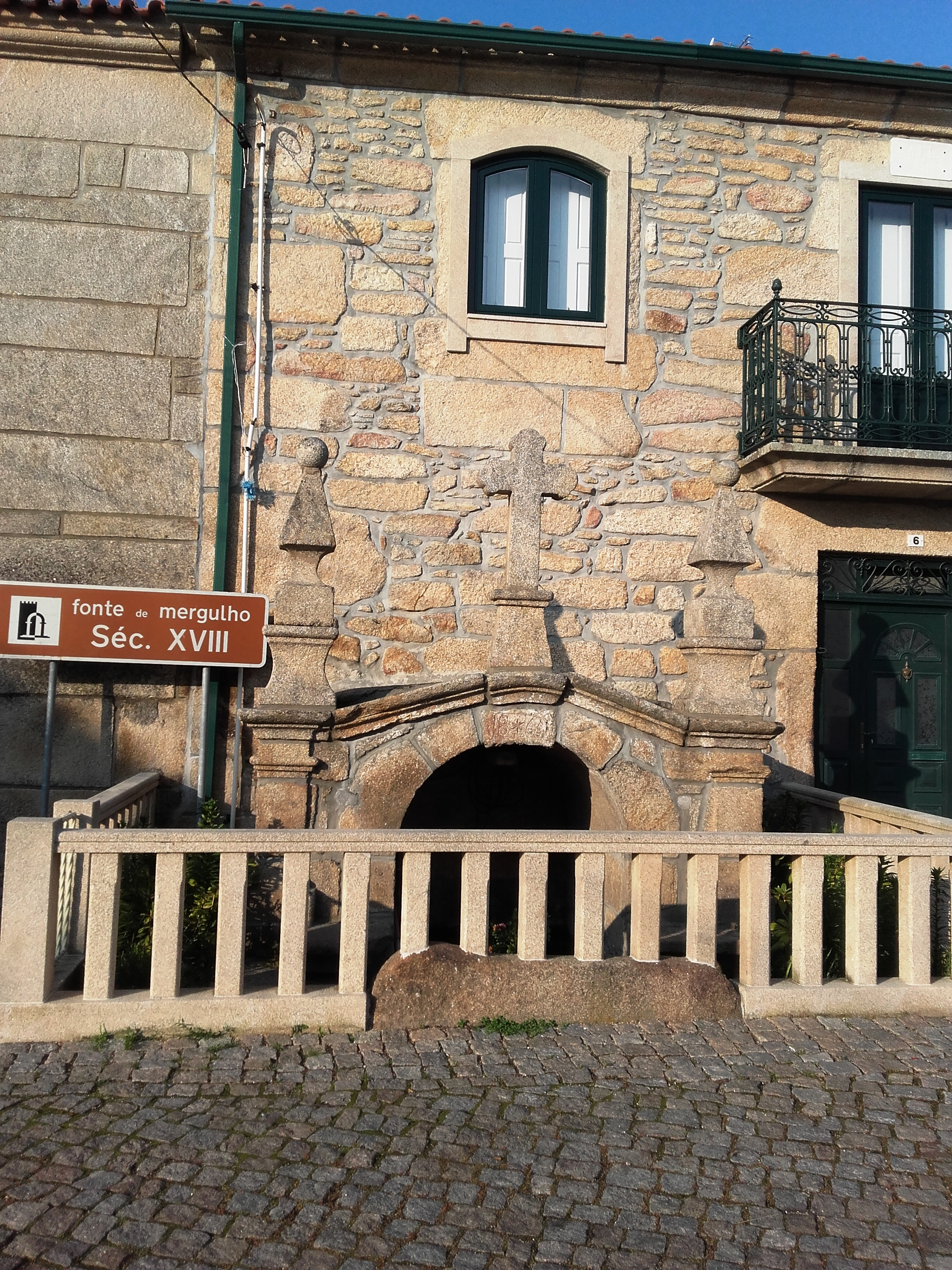
Fonte de mergulho em Escurquela

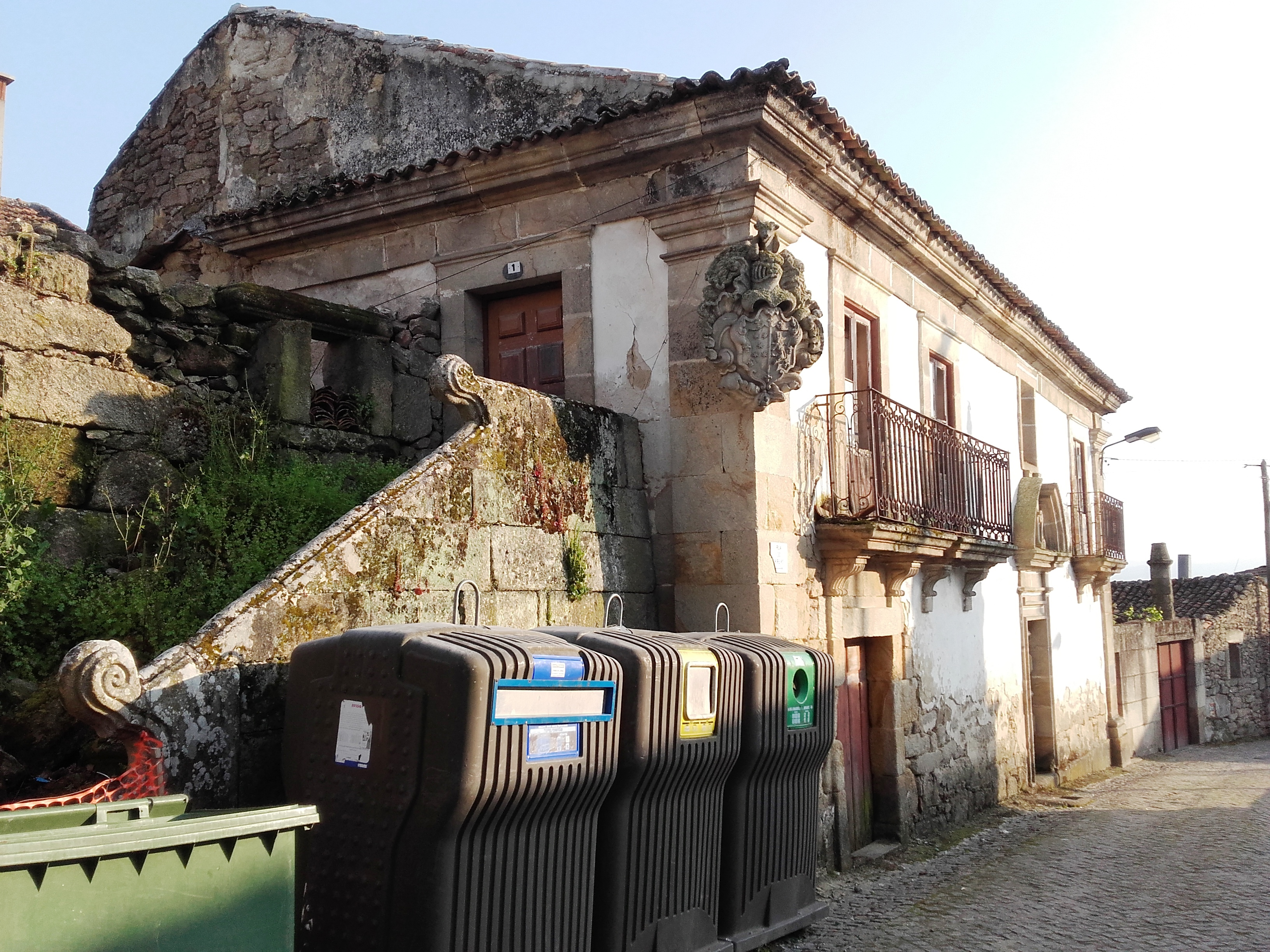
Casa senhorial em Escurquela